# DAPK2
DAPK2 (англ. Death associated protein kinase 2) – білок, який кодується однойменним геном, розташованим у людей на короткому плечі 15-ї хромосоми. Довжина поліпептидного ланцюга білка становить 370 амінокислот, а молекулярна маса — 42 898.
| 10         |  | 20         |  | 30         |  | 40         |  | 50         |
| ---------- |  | ---------- |  | ---------- |  | ---------- |  | ---------- |
| MFQASMRSPN |  | MEPFKQQKVE |  | DFYDIGEELG |  | SGQFAIVKKC |  | REKSTGLEYA |
| AKFIKKRQSR |  | ASRRGVSREE |  | IEREVSILRQ |  | VLHHNVITLH |  | DVYENRTDVV |
| LILELVSGGE |  | LFDFLAQKES |  | LSEEEATSFI |  | KQILDGVNYL |  | HTKKIAHFDL |
| KPENIMLLDK |  | NIPIPHIKLI |  | DFGLAHEIED |  | GVEFKNIFGT |  | PEFVAPEIVN |
| YEPLGLEADM |  | WSIGVITYIL |  | LSGASPFLGD |  | TKQETLANIT |  | AVSYDFDEEF |
| FSQTSELAKD |  | FIRKLLVKET |  | RKRLTIQEAL |  | RHPWITPVDN |  | QQAMVRRESV |
| VNLENFRKQY |  | VRRRWKLSFS |  | IVSLCNHLTR |  | SLMKKVHLRP |  | DEDLRNCESD |
| TEEDIARRKA |  | LHPRRRSSTS |  |            |  |            |  |            |

A: Аланін

C: Цистеїн

D: Аспарагінова кислота

E: Глутамінова кислота

F: Фенілаланін

G: Гліцин

H: Гістидин

I: Ізолейцин

K: Лізин

L: Лейцин

M: Метіонін

N: Аспарагін

P: Пролін

Q: Глутамін

R: Аргінін

S: Серин

T: Треонін

V: Валін

W: Триптофан

Кодований геном білок за функціями належить до трансфераз, кіназ, серин/треонінових протеїнкіназ, фосфопротеїнів. 
Задіяний у таких біологічних процесах, як апоптоз, альтернативний сплайсинг. 
Білок має сайт для зв'язування з АТФ, нуклеотидами, молекулою кальмодуліну. 
Локалізований у цитоплазмі, цитоплазматичних везикулах.